# Chiesa di San Domenico (Parigi)
La chiesa di San Domenico (in francese: église Saint-Dominique) è un luogo di culto cattolico di Parigi, situato in rue de la Tombe-Issoire nel XIV arrondissement. È dedicata a san Domenico di Guzmán ed è sede dell'omonima parrocchia affidata al clero secolare dall'arcidiocesi di Parigi.

## Descrizione

### Architettura

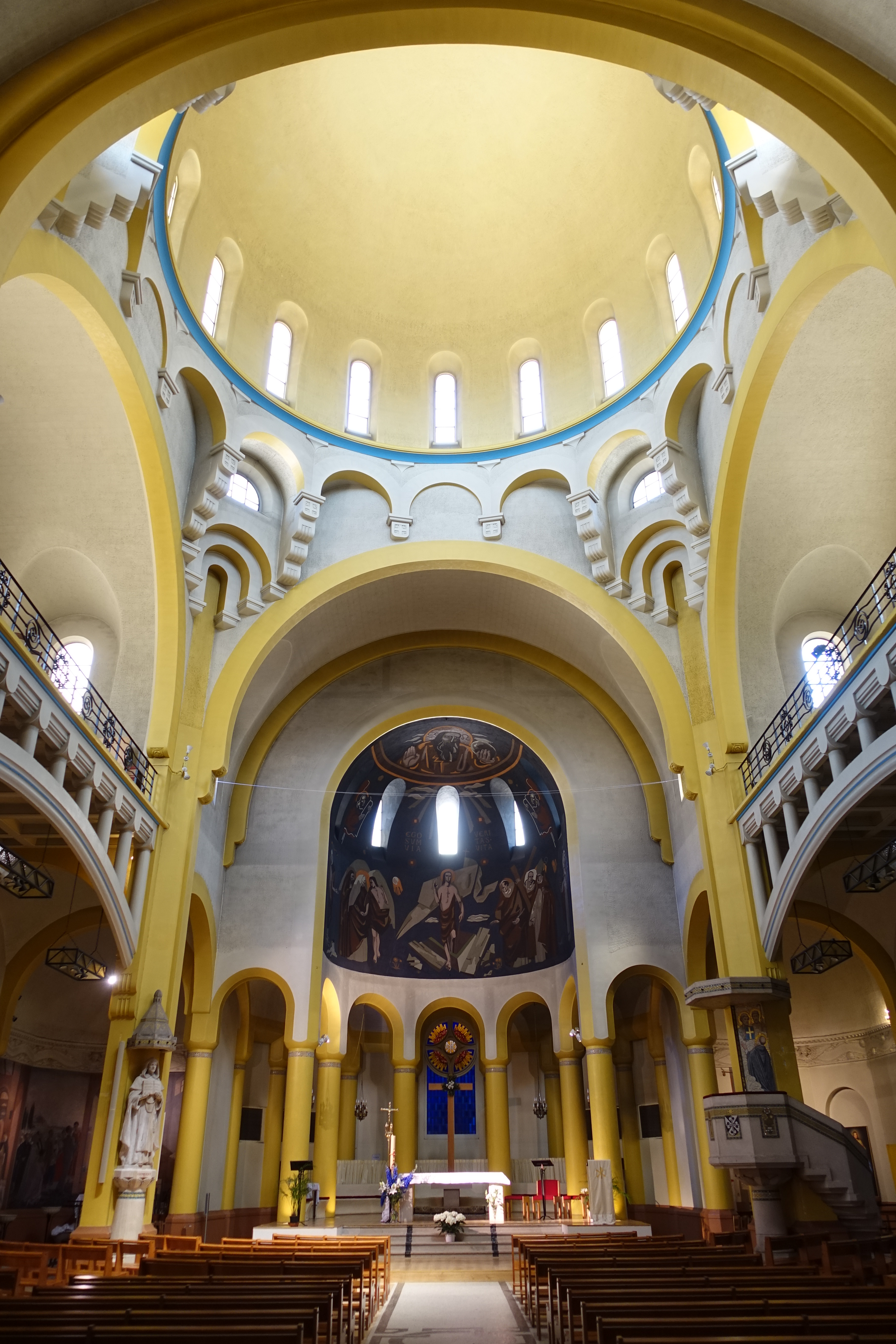
Interno

Costruita dall'architetto Georges Gaudibert a partire dal 1913, in cemento armato con riempimento dell'ossatura in mattoni e pietre agglomerate, non fu terminata che nel 1921 a causa della prima guerra mondiale.
La chiesa di San Domenico fu realizzata in un particolare stile neobizantino, sulla scorta delle ricerche architettoniche condotte in Francia negli anni 1910. La struttura è in calcestruzzo armato con riempimento dell'ossatura in mattoni e pietre agglomerate; l'esterno è rivestito in pietre, mentre l'interno è tinteggiato di giallo.
La chiesa presenta una pianta a croce greca, il cui vano centrale è coperto da una cupola che si innalza fino ad un'altezza di 26,50 m ed ha un diametro di 12 m; in essa si apre una teoria di sedici strette monofore ad arco (esternamente inserite nel tamburo), mentre nei quattro pennacchi angolari vi sono altrettante finestre a lunetta. I due bracci laterali della croce costituiscono le navate laterali, con i soprastanti matronei; essi si raccordano all'endonartece tramite ambulacri. Non fu fai realizzato il campanile che sarebbe stato collocato all'angolo tra la facciata anteriore e quella destra; nel suo basamento si trovano le due campane Marie e Dominique, benedette rispettivamente nel 1950 e nel 1951.

### Cripta
Una cripta si estende sotto la maggior parte della chiesa, ed è stata oggetto di un restauro sotto la direzione dell'architetto Hervé Montauffier.

### Cappella della Vergine
Si estende in lunghezza nella parte sinistra della chiesa, secondo il voto del cardinale Léon-Adolphe Amette, che aveva voluto che fosse importante per segnare il posto di Maria nella vita della chiesa.
Sopra l'altare Maria col Bambino, statua, in pietra dorata, non firmata, si trova in loco dal 1921, così come i mosaici che la circondano; la traduzione del testo latino è: «Venite a raccogliere le rose di questi misteri e intrecciare delle corone alla Madre del bell'amore». Nel 1941 la chiesa fu decorata di vetrate del mastro vetraio Louis Barillet, che offrono rappresentazioni della vita della Vergine. Al fondo, di fronte all'altare, vetrata del Magnificat.
Il bassorilievo che raffigura l'Annunciazione data dal 1941; è opera di Claude Bouscau, premio Grand prix de Rome nel 1935. 
La Via Crucis, i cui quattordici pannelli sono in mosaico, opera dei Mauméjan, così come l'arredo del fondo della cattedra, dei fonti battesimali e una sola vetrata nella sacrestia.

### Il pulpito
Dotato di un paracielo in cemento armato, è decorato di mosaici dei fratelli Mauméjean, illustrante la scena della visione di San Domenico riferita da Jacopo da Varazze nella Legenda Aurea. 

### I dipinti a muro
La cappella di sinistra

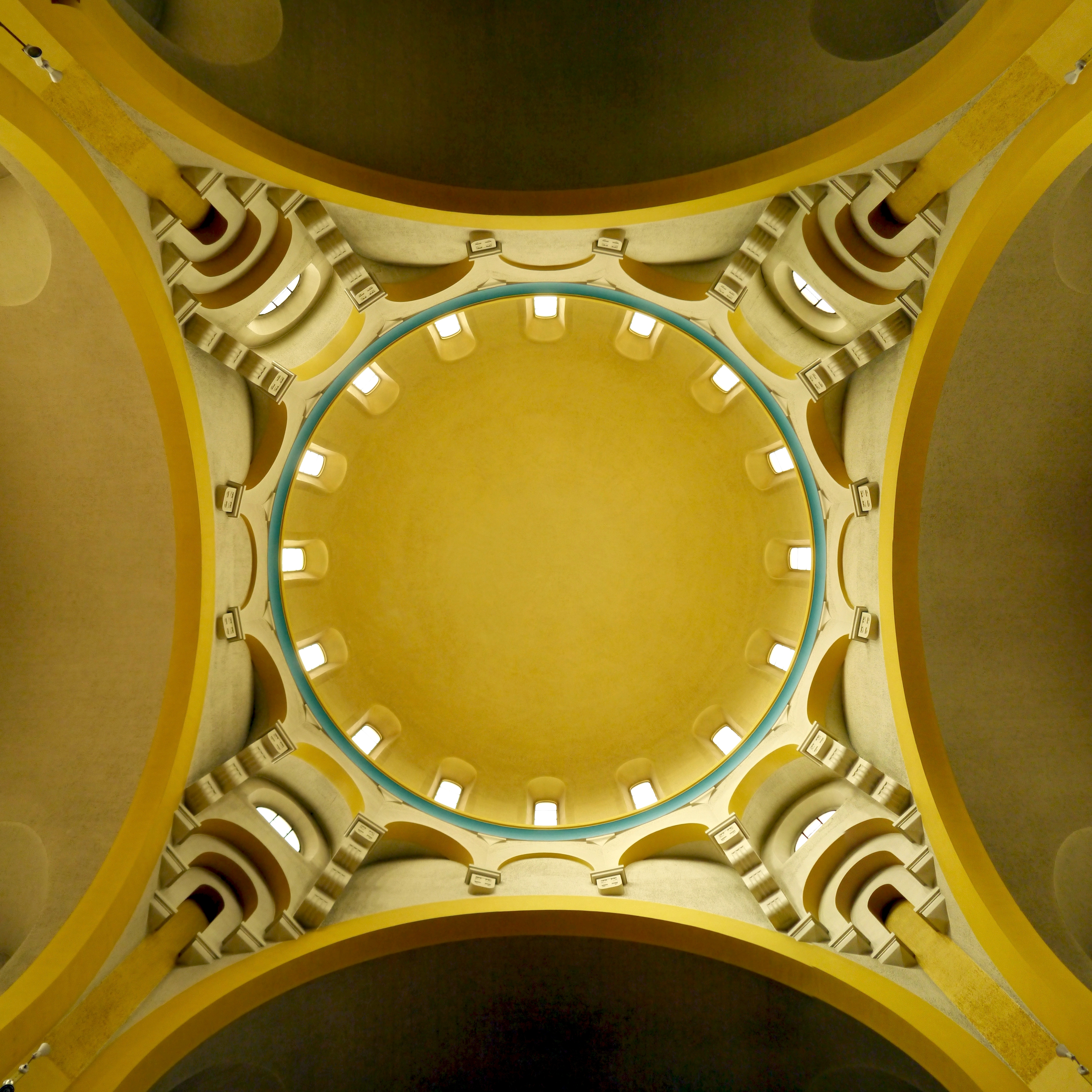
La cupola della chiesa di Saint-Dominique.

Santa Caterina da Siena, HST, di Jeanne Simon, realizzato tra il 1929 e il 1935. I quattro pannelli evocano la vita di questa santa appartenuta all'Ordine domenicano
- Il primo pannello rappresenta l'infanzia di Caterina in un paesaggio senese.
- Il secondo pannello rappresenta il Cristo che porta la croce accanto a Caterina e si china verso di lei.
- Il terzo pannello apre su un paesaggio animato da personaggi contemporanei della pittrice. Si tratta della famiglia di Jeanne Simon, che come certi grandi maestri antichi situano i loro lavori nella loro epoca. Tra i pellegrini che accompagnano Caterina, lei ha rappresentato i suoi figli. Lai stessa compare in buona posizione nell'opera.
- Il quarto pannello rappresenta Caterina che cura un appestato.

Cappella di destra, detta del Sacro Cuore
La decorazione di questa cappella è l'opera di Pauline Caspers (1865-1946). Nel 1943 Paul Charavel, allievo di Bonnat, aggiungerà dietro i fonti battesimali, la grande scena del battesimo di san Dominico che ebbe luogo a Caleruega, in Spagna nel 1170.

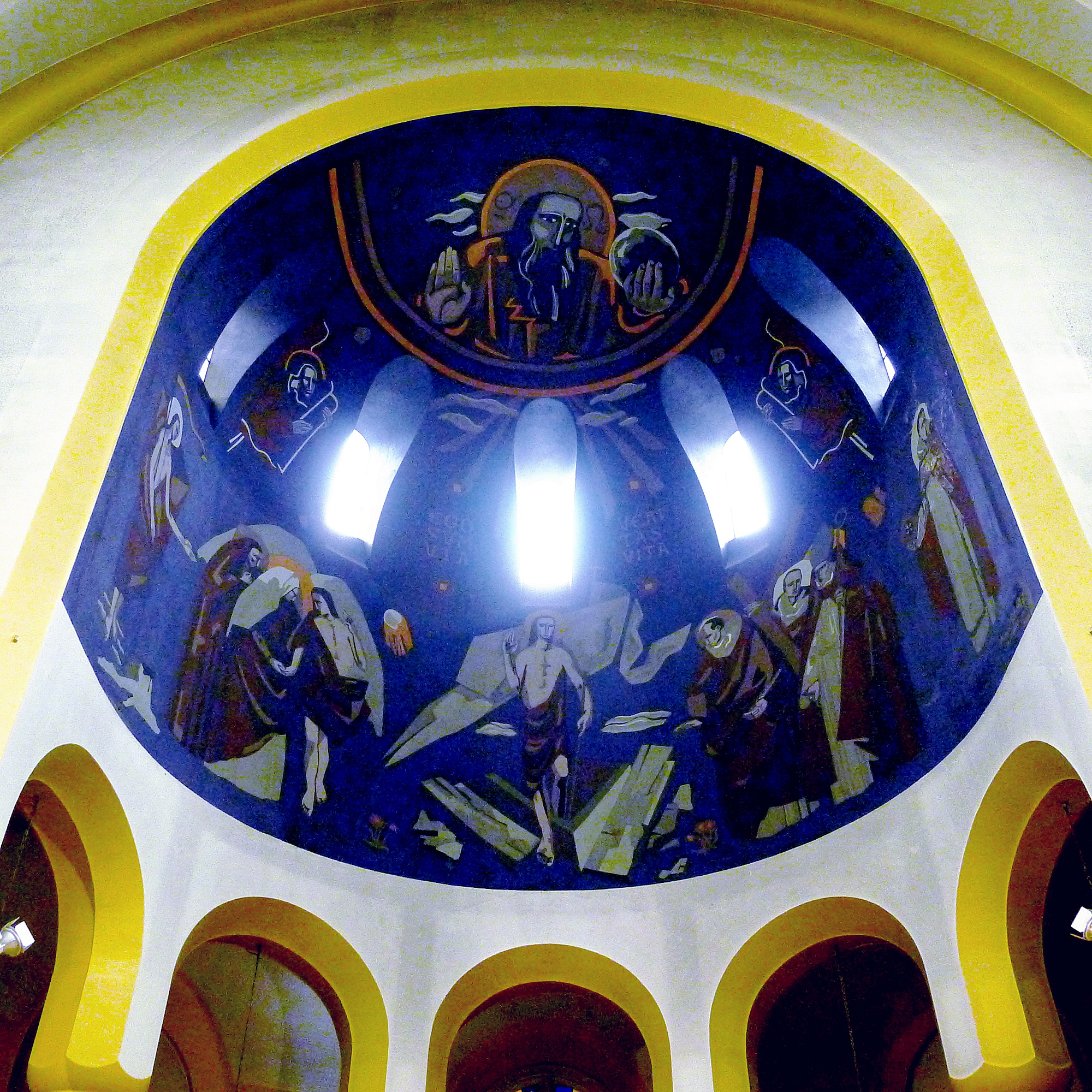
Abside
Maurice Rocher, allievo di Maurice Denis e George Desvallières, aveva 28 anni quando ricevette la commessa dalla Direzione delle Arti Plastiche per un affresco che decorasse la volta nel semicatino dell'abside della chiesa. Il soggetto proposto dall'artista è Il Verbo e la Parola. Egli si farà aiutare nel suo lavoro da Paul Vigroux.
Al centro, il pittore ha posto il Cristo, il Verbo, secondo personaggio della Santissima Trinità, che resuscitato, sorge dalla tomba, vincitore della morte. Egli è la Voce, la Verità e la Vita.
All'estremità sinistra della composizione, egli ha posto san Giovanni Battista che prega nel deserto. Poi l'Angelo annuncia la Resurrezione alle Sante Donne. 
Nella parte destra dell'opera, l'artista ha rappresentato la Chiesa e i suoi santi, il cui insegnamento è ispirato dallo Spirito Santo.
Vi troviamo san Domenico, san Pietro, san Paolo e sant'Agostino. Al 2º registro troviamo Mosè ed Elia, che rappresentano la legge e i profeti. In alto, Dio Padre è raffigurato secondo la tradizione bizantine: egli benedice con la mano destra e tiene nella sinistra il mondo (sfera di creta). Visto nel contesto dell'epoca (1946) appena dopo la guerra, l'affresco di Maurice Rocher rimane, malgrado la sua austerità una testimonianza importante tanto sul piano spirituale quanto su quello artistico. I critici d'arte dell'epoca furono ricchi di elogi. L'affresco fu restaurato nel 1996 da Henri e Geneviève Taillefert.

### Le vetrate
L'unica messa in opera nel 1921 è quella che si trova dietro l'altare: Corone di spine su vetro blu. Si pensa che sia stata realizzata dagli atelier dei fratelli Mauméjan. 
Le vetrate della navata laterale destra e della facciata sono dei maestri vetrai Barillet e Le Chevalier, rappresentando da sinistra a destra: San Giovanni Evangelista, San Tommaso d'Aquino, Giovanni Maria Vianney (Curato d'Ars), San Vincenzo Ferreri e San Giovanni Battista.

### Organo

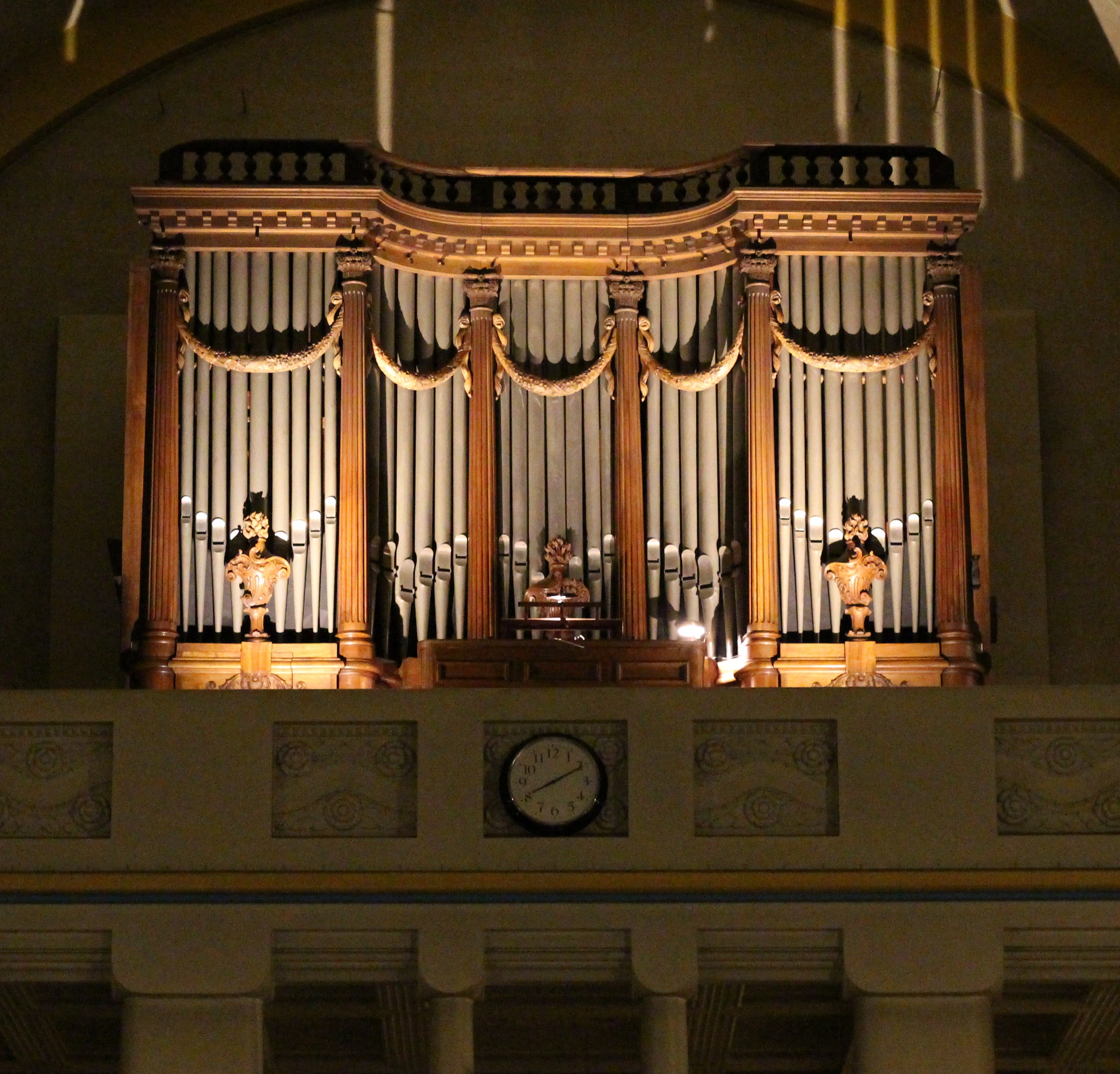
L'organo della chiesa di San Domenico di Parigi

Il Grande organo della chiesa di San Domenico di Parigi è più antico della chiesa.
Esso data dal 1904 ed era proprietà del conte Christian de Berthier de Sauvigny, compositore e organista titolare nella chiesa di Saint-Antoine-des-Quinze-Vingts dal 1909 al 1939. 
Egli aveva fatto costruire quest'organo per il suo hôtel particulier dalla manifattura J. Merklin & Cie. 
Il trasferimento alla chiesa di San Domenico fu inaugurato nel 1945 dal mastro Marcel Dupré. 
Dopo una revisione importante, una seconda inaugurazione ebbe luogo il 21 ottobre 1962 con la partecipazione di Pierre Cochereau.
L'organo fu restaurato nel 2003. Esso aveva rimpiazzato il Cavaillé-Coll a due tastiere, installato precedentemente, che non era abbastanza potente per una grande chiesa a cupola.

### Cappella di Notre-Dame-de-Bonheur
Una cappella invernale fu predisposta nell'antica sacrestia nel 1990. Vi si trova la statua di Notre-Dame de Bonheur, che è la riproduzione in grandezza naturale della Vierge à l'Enfant della scuola di Puget, venerata nella chieisa di Ollioules nel Var. Il mobilio, l'altare, il leggio, Il Cristo resuscitato sono di Madeleine Diener, gli smalti di Menci, la decorazione di Geneviève Taillefert e di Henri Taillefert.

## Esterno

### Timpano Sud
Il più antico elemento decorativo di questa chiesa si trova sul timpano sud. Si tratta di un semi-mosaico dai cartoni di Marie-Cécile Schmitt, l'antica presidentessa della sezione femminile dei cattolici delle Belle Arti. Vi è raffigurato San Domenico che riceve la chiesa dalle mani del cardinale Amette (che era già deceduto nel 1920) al momento dell'inaugurazione del 1921. Le arme che figurano in basso sono le sue.
Il prete raffigurato in ginocchio a destra della scena è Pierre Rivière, che fu amministratore della cappella di San Domenico, poi curato della parrocchia di San Tommaso d'Aquino a Parigi prima di diventare vescovo di Monaco, dal 1936 al 1953. Egli era nipote della principessa di Arenberg che aveva donato dei fondi per la costruzione della chiesa. Figlio di un architetto, fu un prezioso collaboratore per Gaudibert. In quest'opera l'edificio di culto è rappresentato con un campanile, mai realizzato. Si può vedere lo zoccolo di questo campanile ai piedi del quale due campane,  Marie, benedetta nel 1950, e Dominique, nel 1951, continuano a suonare in attesa di un campanile. La sua cupola è sormontata da una croce parafulmini che fu realizzata nel 1921.

### Timpano Est
Il timpano esterno Est, sulla rue de la Tombe-Issoire, rimase a lungo vuoto e nel 1946 lo scultore André Bourroux vi piazzò un altorilievo rappresentante San Domenico sotto i tratti di Louis Jouvet, che posò per l'artista. I due simboli che inquadrano il busto sono un cane che tiene in bocca una torcia accesa, a destra una stella, tratta dalla Leggenda d'Oro di Jacopo da Varazze.